# Sítio do Picapau Amarelo (álbum de 1977)
Sítio do Picapau Amarelo é a primeira trilha sonora do 1ª versão do seriado brasileiro de mesmo nome. A trilha sonora foi lançada em 1977 pela gravadora Som Livre em LP, K7, e relançado em 2005 em CD.

## Faixas
| N.º | Título                              | Compositor(es)                          | Intérprete(s)               | Duração |  |
| 1.  | "Sítio do Picapau Amarelo"          | Gilberto Gil                            | Gilberto Gil                |         |  |
| 2.  | "Narizinho"                         | Ivan Lins Vitor Martins                 | Lucinha Lins                |         |  |
| 3.  | "Ploquet Pluft Nhoque (Jaboticaba)" | Dori Caymmi Paulo Cesar Pinheiro        | Papo de Anjo                |         |  |
| 4.  | "Peixe"                             | Caetano Veloso                          | Doces Bárbaros              |         |  |
| 5.  | "Saci"                              | Guto Graça Melo                         |                             |         |  |
| 6.  | "Visconde de Sabugosa"              | João Bosco Aldir Blanc                  | João Bosco                  |         |  |
| 7.  | "Dona Benta"                        | Ivan Lins Vitor Martins                 | José Luis                   |         |  |
| 8.  | "Pedrinho"                          | Dory Caymmi Paulo Cesar Pinheiro        | Aquarius                    |         |  |
| 9.  | "Arraial dos Tucanos"               | Geraldo Azevedo Carlos Fernado          | Ronaldo Malta               |         |  |
| 10. | "Tia Nastáscia"                     | Dorival Caymmi                          | Dorival Caymmi              |         |  |
| 11. | "Passaredo"                         | Francis Hime Chico Buarque de Holanda   | MPB4                        |         |  |
| 12. | "Emília"                            | Sérgio Ricardo                          | Sérgio Ricardo              |         |  |
| 13. | "Tio Barnabé"                       | Marlui Miranda Jards Macalé Xico Chaves | Marlui Miranda Jards Macalé |         |  |

## Ficha Técnica
- Direção de produção: Guto Graça Mello
- Produção executiva: Dory Caymmi
- Direção de estúdio: Dory Caymmi e J.C. Botezelli (Pelão)
- Assistente de produção: Astor Silva Filho
- Arregimentação: João Pinheiro
- Arranjos: Dory Caymmi e Guto Graça Mello
- Regências: Dory Caymmi
- Arranjos Vocais: Raimundo Bittencourt
- Técnicos de gravação: Vitor Farias, Celio Martins e Andy Mills
- Assistentes de estúdio: Bras, Edu, Luiz Alberto e Claudio
- Direção de mixagem: Guto Graça Mello
- Técnicos de mixagem: Vitor Farias e Celio Martins
- Adaptação gráfica: Joel Cocchiararo
- Arte: Rui de Oliveira
- Gravado em 16 canais nos estúdios Level no verão de 1977.